# Motorola Mobility
A Motorola Mobility LLC a Lenovo tulajdonában álló amerikai telekommunikációs berendezéseket gyártó cég. Korábban, 2004-ig, a Motorola, Inc. mobiltelefonos divíziója volt Personal Communication Sector (PCS) néven. 

## Története
A cég vezette be először a kinyitható telefonokat a StarTAC készülékkel az 1990-es évek közepén. A Motorola vezető szerepet játszott az analóg mobiltelefonok piacán, de csak lassan zárkóztak fel a digitális technológiához. Az ezredfordulóra újabb sikeres terméket alkottak, a Motorola Razrt.
Napjainkban okostelefonjai és táblagépei Android operációs rendszerrel működnek. 2011. január 4-én a mobil üzletágat önálló cégben, a Motorola Mobility-ben kezdték működtetni, míg a cég további egységei a Motorola Solutions, Inc.-be kerültek.

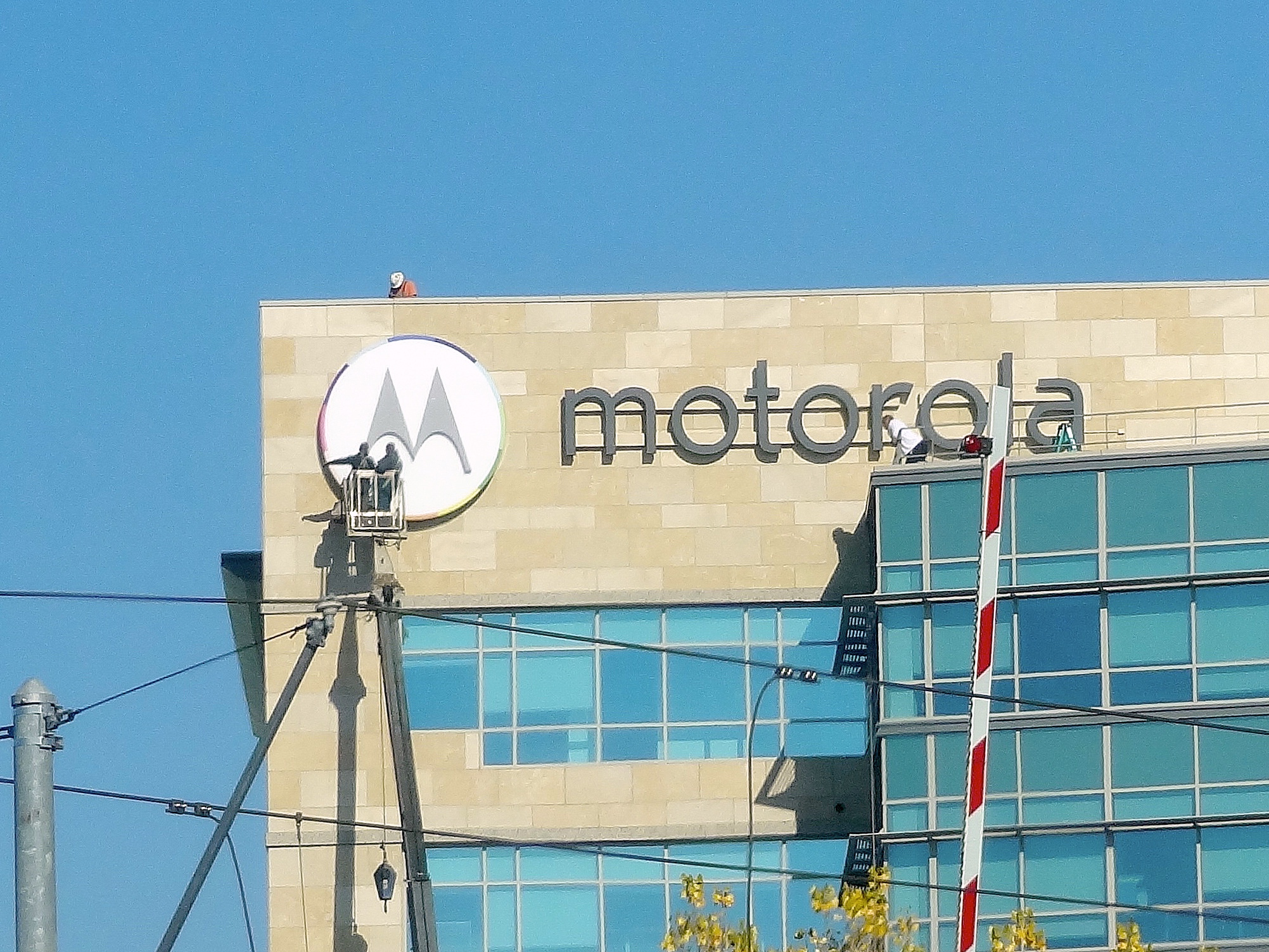

2011. augusztus 15-én a Google bejelentette, hogy megegyezés született a cég felvásárlásáról 12,5 milliárd dollárért. A felvásárlás tárgyát képezte a Motorola tulajdonában lévő szabadalmak jelentős portfóliója is. 2013. június 26-án a Motorola Mobility új logót és elnevezést kapott, ("Motorola – a Google Company").
A Google tulajdonrésze a vállalatban rövid életű volt. 2014 januárjában a Google bejelentette, hogy 6,91 milliárd dollárért eladja a Motorola Mobilityt a Lenovónak. Az eladás 2014. október 30-án zárult le.